# Рицикони
Рицикони (итал. Rizziconi) је насеље у Италији у округу Ређо ди Калабрија, региону Калабрија.
Према процени из 2011. у насељу је живело 4108 становника. Насеље се налази на надморској висини од 91 м.

## Становништво
Према резултатима пописа становништва 2011. у општини је живело 7.806 становника.
| 1931. | 1936. | 1951. | 1961. | 1971. | 1981. | 1991. | 2001. | 2011. |
| ----- | ----- | ----- | ----- | ----- | ----- | ----- | ----- | ----- |
| 5.475 | 5.902 | 7.268 | 6.767 | 6.887 | 7.075 | 7.479 | 7.650 | 7.806 |